# Patricia McCormick
Patricia ("Pat") McCormick (Seal Beach (Californië), 12 mei 1930 – Orange County (Californië), 7 maart 2023) was een Amerikaans schoonspringster en olympisch kampioen.
Op de Olympische Spelen van 1952 en 1956 won ze de gouden medailles op het onderdeel schoonspringen van de 3 meter plank en van de 10 meter toren.
McCormick overleed op 7 maart 2023 op 92-jarige leeftijd.
1920 Aileen Riggin · 
1924 Elizabeth Becker · 
1928 Helen Meany · 
1932 Georgia Coleman · 
1936 Marjorie Gestring · 
1948 Victoria Draves · 
1952 Patricia McCormick · 
1956 Patricia McCormick · 
1960 Ingrid Krämer · 
1964 Ingrid Engel-Krämer · 
1968 Sue Gossick · 
1972 Micki King · 
1976 Jennifer Chandler · 
1980 Irina Kalinina · 
1984 Sylvie Bernier · 
1988 Gao Min · 
1992 Gao Min · 
1996 Fu Mingxia · 
2000 Fu Mingxia · 
2004 Guo Jingjing · 
2008 Guo Jingjing ·
2012 Wu Minxia ·
2016 Shi Tingmao ·
2020 Shi Tingmao ·
2024 Chen Yiwen
1912 Greta Johansson · 
1920 Stefanie Clausen · 
1924 Caroline Smith · 
1928 Elizabeth Becker-Pinkston · 
1932 Dorothy Poynton · 
1936 Dorothy Poynton · 
1948 Victoria Draves · 
1952 Patricia McCormick · 
1956 Patricia McCormick · 
1960 Ingrid Krämer · 
1964 Lesley Bush · 
1968 Milena Duchková · 
1972 Ulrika Knape · 
1976 Jelena Vajtsechovskaja · 
1980 Martina Jäschke · 
1984 Zhou Jihong · 
1988 Xu Yanmei · 
1992 Fu Mingxia · 
1996 Fu Mingxia · 
2000 Laura Wilkinson · 
2004 Chantelle Newbery · 
2008 Chen Ruolin · 
2012 Chen Ruolin · 
2016 Ren Qian · 
2020 Quan Hongchan · 
2024 Quan Hongchan
- Library of Congress Control Number: n81050179